# (75309) 1999 XE38
1999 أكس إي 38 (ويعرف أيضًا باسم (75309) 1999 أكس إي 38 وفق تسمية الكوكب الصغير) (بالإنجليزية: 1999 XE38)‏ هو كويكب ضمن حزام الكويكبات؛ وترتيبه 75309 من حيث الاكتشاف.
اكتُشف هذا الجُرم الفلكي بواسطة تاكيشي أوراتا ‏ في 3 ديسمبر 1999.

## وصلات خارجية
- (75309) 1999 XE38 في قاعدة بيانات مختبر الدفع النفاث لأجرام النظام الشمسي الصغيرة

- الاكتشاف · مخطط المدار ·  العناصر المدارية · المعلمات المادية

- (75309) 1999 XE38 على موقع ويكي سكاي: DSS2, SDSS, GALEX, IRAS, Hydrogen α, X-Ray, Astrophoto, Sky Map, Articles and images